# Andres Serrano
Andres Serrano, né le 15 août 1950 à New York, est un artiste contemporain américain connu principalement pour ses photographies et portraits de corps.

## Biographie
La famille d'Andres Serrano est d'origine hondurienne et afro-cubaine. Le jeune homme est élevé dans un strict environnement religieux catholique. De 1967 à 1969, il suit des études d'art à la Brooklyn Museum Art School. Travaillant et vivant à New York, il présente sa première exposition importante en 1985. Son travail, sous forme de séries photographiques, s'intéresse essentiellement aux problèmes sociaux et aux questions liées au sexe et à la religion.
En 1991, la série de photographies The Morgue, basée sur des détails de corps de cadavres, se situe en relation avec la fascination de la mort présente dans le romantisme du XIXe siècle, et en particulier les œuvres de Théodore Géricault, dont la série s'inspire. À ce titre, Serrano déclare : « J'utilise la photographie comme un peintre utilise sa toile ». Il s'affirme ainsi comme artiste au plein sens du terme et non comme photographe, citant Marcel Duchamp comme son principal inspirateur. Paradoxalement, il affirme aimer aller explorer des territoires que personne n'avait explorés auparavant.

## Polémiques et vandalisme
Quelques œuvres de Serrano ont suscité des réactions de rejet, notamment dans les milieux catholiques et d'extrême droite. Peu après sa réalisation, la photographie Piss Christ entraîne, en 1989, de violentes polémiques aux États-Unis (en raison d'une bourse d'État, une National Endowment for the Arts Grant, que l'artiste avait obtenue pour son travail quelques années auparavant) ainsi que dans d'autres pays où elle est exposée. Le 17 avril 2011, après une importante campagne de protestation menée, notamment, par des parlementaires UMP et l'archevêché d'Avignon, un autre tirage de Piss Christ est vandalisé lors d'une exposition à la collection Lambert.
En octobre 2007, plusieurs œuvres de Serrano sont vandalisées dans une galerie d'art de Lund, en Suède, par un groupe soupçonné d'être néo-nazi par la police locale.

## Principales œuvres majeures et séries
Années 1980
- 1985 : The Church
- 1987-1990 : Immersions dont le très controversé Piss Christ

Années 1990
- 1990 : KKK et Nomads
- 1991 : The Church
- 1992 : The Morgue
- 1994 : Budapest
- 1995 : Aids
- 1995-1996 : History of Sex

Années 2000
- 2000-2001 : The Interpretation on dreams
- 2001-2004 : America
- 2009 : Nudes

Années 2010
- 2012 : Cuba
- 2015 : Denizens of Brussels
- 2015 : Jerusalem

## Expositions
- En 2001, le Barbican Arts Centre de Londres consacre à Serrano une importante rétrospective.
- 2005, Andres Serrano - Retrospective, Moscow House of Photography, Moscou (Russie)
- 2006, Dark Places, Santa Monica Museum of Art, Los Angeles (Etats-Unis)
- 2006, Beautiful Suffering - Photography and the Traffic in Pain Williams College Museum of Art, Williamstown
- 2006, En Las Fronteras Villa Croce Museo d'Arte Contemporanea, Gênes (Italie)
- 2006, Importante rétrospective à la collection Lambert à Avignon
- 2007, A History of Sex, Kulturen, Lund (Suède)
- 2012, SACRAMENTUM: SACRED SHADOWS, Cloître Saint-Merri, Paris
- 2014, Andres Serrano, Palais Fesch-Musée des Beaux-Arts d'Ajaccio, Corse
- 2014, CUBA, Charles Decoster, Bruxelles
- 2015, Ainsi soit-il, Château de Villeneuve, Fondation Emile Hugues, Vence
- 2015, Redemption, Fotografiska Museum, Stockholm, (Suède)
- 2016, Andres Serrano, Void Derry, Londonderry (Irlande)
- 2016, TORTURE, Bourg-Tibourg, Paris
- 2016, TORTURE + Ainsi soit-il, Collection Lambert, Avignon
- 2016, Andres Serrano, Maison Européenne de la Photographie, Paris
- 2016, Uncensored photographs, Musées Royaux des Beaux-Arts de Belgique, Bruxelles
- 2017, Andres Serrano, Petit Palais, Paris
- 2017, Andres Serrano - Revealing Reality Huis Marseille, Amsterdam
- 2018, TORTURE, Stills Gallery, Edimbourg (Royaume Uni)
- 2019, The Game - All Things Trump, ArtX, New-York (Etats Unis)
- 2020, INFAMOUS, Charles Decoster, Bruxelles (Belgique)
- 2020, INFAMOUS, NeueHouse, Los Angeles (Etats Unis)
- 2020, INFAMOUS, Fotografiska, New York (Etats Unis)
- 2021, TORTURE by Andres Serrano - An A/political Project, Municipal Theatre of Pireaus, Athènes (Grèce)
- 2022, "THE ROBOTS, Faubourg Saint-Honoré, Paris
- 2022, INFAMOUS, Fotografiska, Stockholm, (Suède)
- 2023, THE DOOM OF BEAUTY, Cloître saint-Merri, Paris
- 2023, ENFANCES, Faubourg Saint-Honoré, Paris
- 2024, America & Trump by Andres Serrano, FORUM, Groningen, The Netherlands
- 2024, Portraits de l'Amérique, Musée Maillol, Paris